# Milon

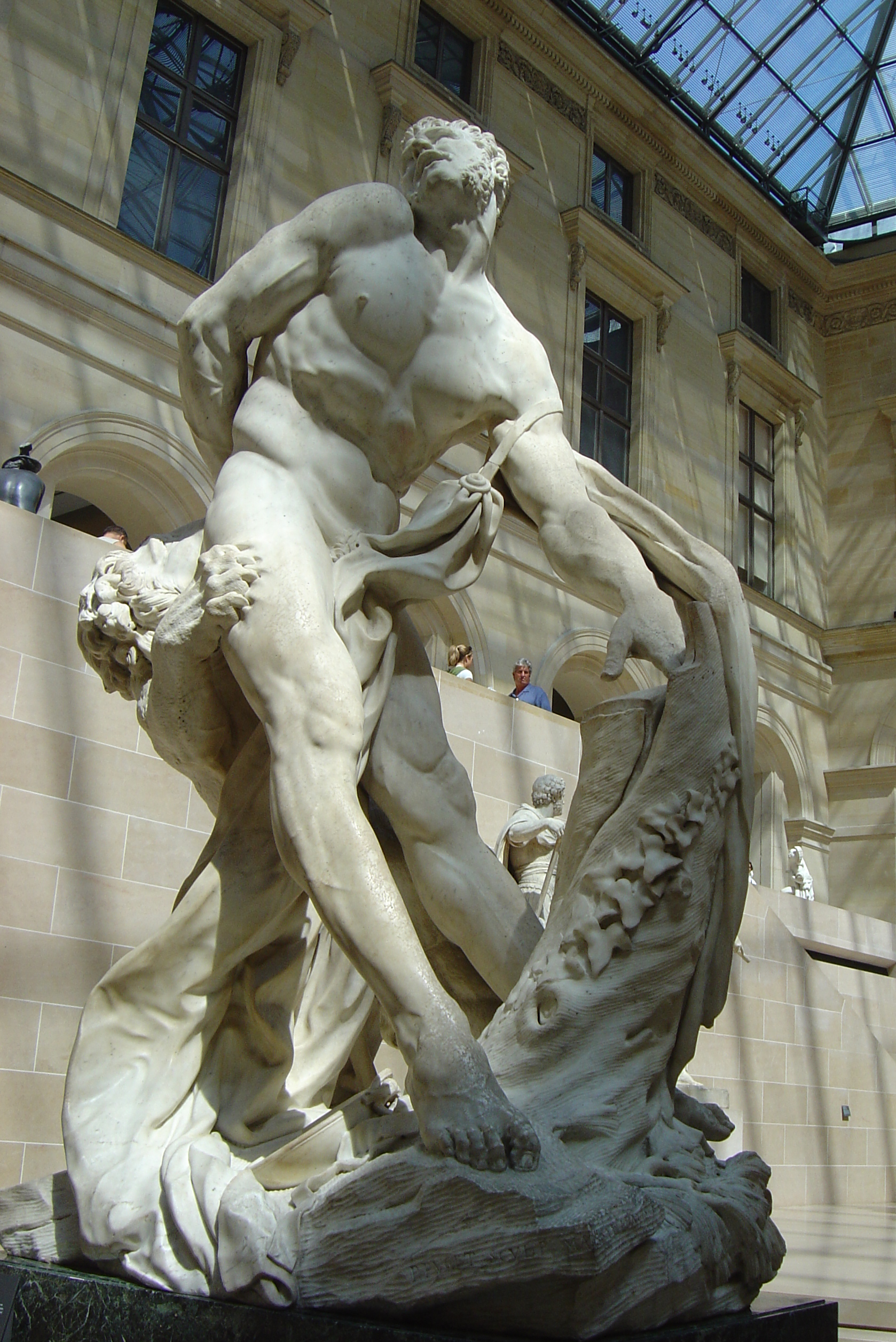
Milons Tod, Skulptur von Pierre Puget im Louvre

Milon (auch Milon von Kroton, griechisch Μίλων Mílōn, lateinisch Milo; * um 555 v. Chr.; † nach 510 v. Chr.) war ein griechischer Ringkämpfer und einer der berühmtesten Athleten der Antike. Als einziger siegte er sechsmal in allen Panhellenischen Spielen. Er lebte in seiner Heimatstadt Kroton (heute Crotone in Kalabrien, Süditalien) und war ein Zeitgenosse und Anhänger des Philosophen Pythagoras. Außerdem war er ein erfolgreicher Heerführer.
In neuzeitlicher Kunst wurde Milon vor allem durch eine Legende zu seinem Tod rezipiert. Angeblich wollte er als Kraftprobe einen im Wald gespaltenen Baumstamm, der mit Keilen auseinandergespreizt war, auseinanderreißen. Nachdem er die Keile entfernt hatte, wurde er eingeklemmt, konnte sich nicht mehr befreien und wurde dann von Wölfen – in neueren Varianten geändert zu einem Löwen – gefressen.

## Leben
Über Milons Herkunft ist nur der Name seines ansonsten unbekannten Vaters Diotimos überliefert. Er errang seinen ersten olympischen Sieg in seiner Disziplin, dem Ringkampf, unter den Knaben an den 60. Olympischen Spielen im Jahr 540 v. Chr.; daher ist seine Geburt um 555 v. Chr. anzusetzen. Sein erster olympischer Sieg unter den Männern war derjenige an den 62. Spielen (532 v. Chr.); im Zeitraum 532–516 v. Chr. siegte er fünfmal hintereinander. Somit war er insgesamt sechsfacher Sieger. Bei den Pythischen Spielen in Delphi, die ebenso wie die Olympischen Spiele alle vier Jahre veranstaltet wurden, siegte er siebenmal (das erste Mal als Knabe). Bei den Isthmischen Spielen, die alle zwei Jahre abgehalten wurden, war er zehnmal siegreich und bei den ebenfalls alle zwei Jahre stattfindenden Nemeischen Spielen neunmal. Damit erhielt er sechsmal den Titel des Periodoniken, welcher einem Sportler verliehen wurde, wenn er in einem Vierjahreszyklus in allen vier Panhellenischen Spielen gesiegt hatte. Milon war der erste Periodonike, dessen Name überliefert ist, und der einzige sechsfache in der gesamten Antike. Zum siebenfachen Periodoniken fehlte ihm nur noch ein olympischer Sieg, doch als er im Jahre 512 v. Chr. zum siebten Mal in Olympia antrat, gelang es ihm nicht, den jüngeren Gegner Timasitheos von Kroton, der ihm geschickt auswich, zu fassen und zu werfen. Der Kampf scheint unentschieden geendet zu haben.
Im Jahre 510 v. Chr. brach zwischen Kroton und Sybaris ein Krieg aus, nachdem die Krotoniaten sich geweigert hatten, Flüchtlinge aus Sybaris auszuliefern. Pythagoras, zu dessen Anhängern – den Pythagoreern – Milon zählte, lebte damals in Kroton und trat für eine harte Haltung gegenüber Sybaris ein. Die Krotoniaten übertrugen Milon das Amt des Feldherrn, woraus ersichtlich ist, dass er eine prominente politische Rolle spielte. Er errang einen entscheidenden Sieg, Sybaris wurde eingenommen und geplündert. Dies ist die letzte überlieferte Nachricht aus Milons Leben; wann er starb, ist unbekannt.
Noch lange nach Milons Tod war sein Haus die Versammlungsstätte der Pythagoreer von Kroton. Bei den antipythagoreischen Unruhen, die um die Mitte oder in der zweiten Hälfte des 5. Jahrhunderts ausbrachen, wurde das Haus niedergebrannt.
Milon soll mit einer Tochter des Pythagoras namens Myia verheiratet gewesen sein. Er hatte eine Tochter, die den berühmten Arzt Demokedes heiratete, der Leibarzt des Perserkönigs Dareios I. gewesen war und sich dann in Kroton niedergelassen hatte.

## Legende und Wirklichkeit

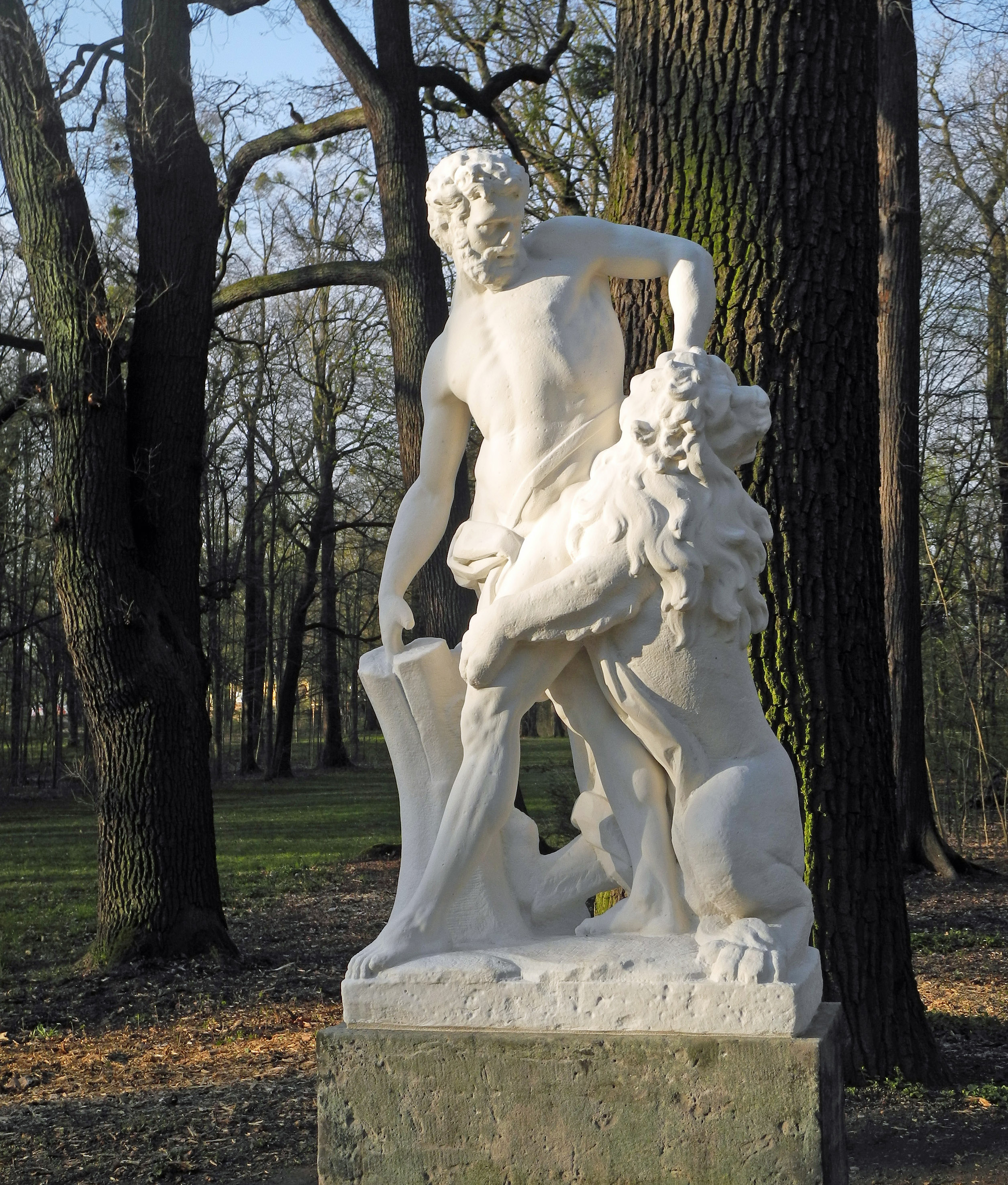
Milon von Croton im Großen Garten (Dresden), Kopie nach Jean Joseph Vinache

Die Angaben der antiken Quellen über Milons Persönlichkeit gehen weit auseinander, und demgemäß ist auch das Milon-Bild in der Moderne widersprüchlich und teilweise von klischeehaften Vorstellungen geprägt. Aus glaubhaften Berichten geht hervor, dass er philosophische Interessen hatte und den führenden Kreisen seiner Heimatstadt angehörte; daraus lässt sich folgern, dass er vornehmer Herkunft war (was auch gezeigt wurde: durch seine zahlreichen olympischen Auszeichnungen = ein armer Bürger wäre gar nicht in der Lage gewesen für olympische Siege zu trainieren, nur ein extrem reicher Bürger war in der Lage die für Olympia notwendigen Leistungen zu erreichen). Eine gegenteilige, legendenhafte Überlieferung lässt ihn als dummen Kraftprotz und Vielfraß erscheinen, der schließlich seiner Torheit und Maßlosigkeit zum Opfer fiel; dazu passt die Vorstellung, dass er ein Emporkömmling war. In einem Teil der zahlreichen Anekdoten der Milon-Legende und in späten Quellen wird er zum Muster eines negativ bewerteten Schwerathleten, dessen einseitige Entwicklung und Betonung körperlicher Fähigkeiten ihn zu einer staunenswerten, aber im Grunde lächerlichen Gestalt macht.
Ein Bericht, wonach sich Milon den legendären Helden Herakles zum Vorbild nahm und demgemäß mit Löwenfell und Keule in die Schlacht zog, spiegelt wohl sein tatsächliches Selbstbild. Erst in später, verzerrender Darstellung wurde daraus das Klischee eines rein körperorientierten Kraftmenschen ohne geistige Gaben. Die Anekdoten um Milon entsprangen wohl ursprünglich dem Staunen über seine einzigartigen Erfolge und wurden später maßlos übersteigert, phantasievoll ausgeschmückt und ins Negative gewendet. Hintergrund war eine generell negative Beurteilung des Leistungssports in Philosophen- und Ärztekreisen. Außer der Legende zu seinem Tod wurden unter anderem folgende Geschichten erzählt:
- Er pflegte regelmäßig ein Kalb auf seinen Schultern zu tragen und konnte es dank dieses Trainings noch stemmen, als es zum Stier herangewachsen war.[7]
- Er hob einen vierjährigen Stier auf seine Schultern und trug ihn durch das Stadion von Olympia. Anschließend schlachtete und verzehrte er ihn an einem einzigen Tag.
- Einen Granatapfel, den er in der Hand hielt, konnte ihm niemand entwinden, und die Frucht blieb dabei unbeschädigt.
- Wenn er sich auf einen eingeölten Diskos stellte, konnte niemand ihn hinunterstoßen.
- Er brachte eine um seinen Kopf gebundene Darmsaite zum Platzen, indem er den Atem anhielt und die Stirnadern anschwellen ließ.
- Als während einer gemeinsamen Mahlzeit eine der Säulen des Hauses brach, stützte er die stürzenden Balken, bis alle Anwesenden sich gerettet hatten.
- Er aß täglich 17 Pfund Fleisch, 17 Pfund Brot und trank rund 10 Liter Wein.
- Er trug seine eigene Siegerstatue in die Altis, den heiligen Hain von Olympia.

Gegen die Annahme niederer Herkunft, mangelnder Bildung und geringer Intelligenz sprechen folgende Argumente:
- Einer von Herodot erzählten Legende zufolge rühmte sich Demokedes gegenüber dem Perserkönig seiner Heirat mit Milons Tochter. Das wäre sinnlos gewesen, wenn Milon aus niederen Verhältnissen gestammt hätte, denn sportlicher Erfolg hätte einen solchen Makel nicht kompensiert und die Mitteilung hätte den König nicht beeindrucken können. Auch wenn diese Nachricht historisch nicht stimmt, lässt sie doch erkennen, dass die Heirat mit Milons Tochter für den berühmten Arzt einen sozialen Aufstieg bedeutete.[8]
- Die Pythagoreer, zu denen Milon gehörte, standen den führenden Familien Krotons nahe; sie pflegten religiös-philosophische Bildung und hätten einen ungebildeten Menschen ohne entsprechende Neigungen und Fähigkeiten kaum aufgenommen.
- Der Umstand, dass die Krotoniaten in einem überlebenswichtigen Krieg Milon das Kommando anvertrauten, lässt erkennen, dass seine Mitbürger seine geistigen Fähigkeiten hoch einschätzten.[9]
- Soweit die Quellen Rückschlüsse auf die soziale Herkunft der Athleten im 6. Jahrhundert ermöglichen, zeigt sich, dass die Teilnahme an den Olympischen Spielen auf die Aristokratie beschränkt war.[10]

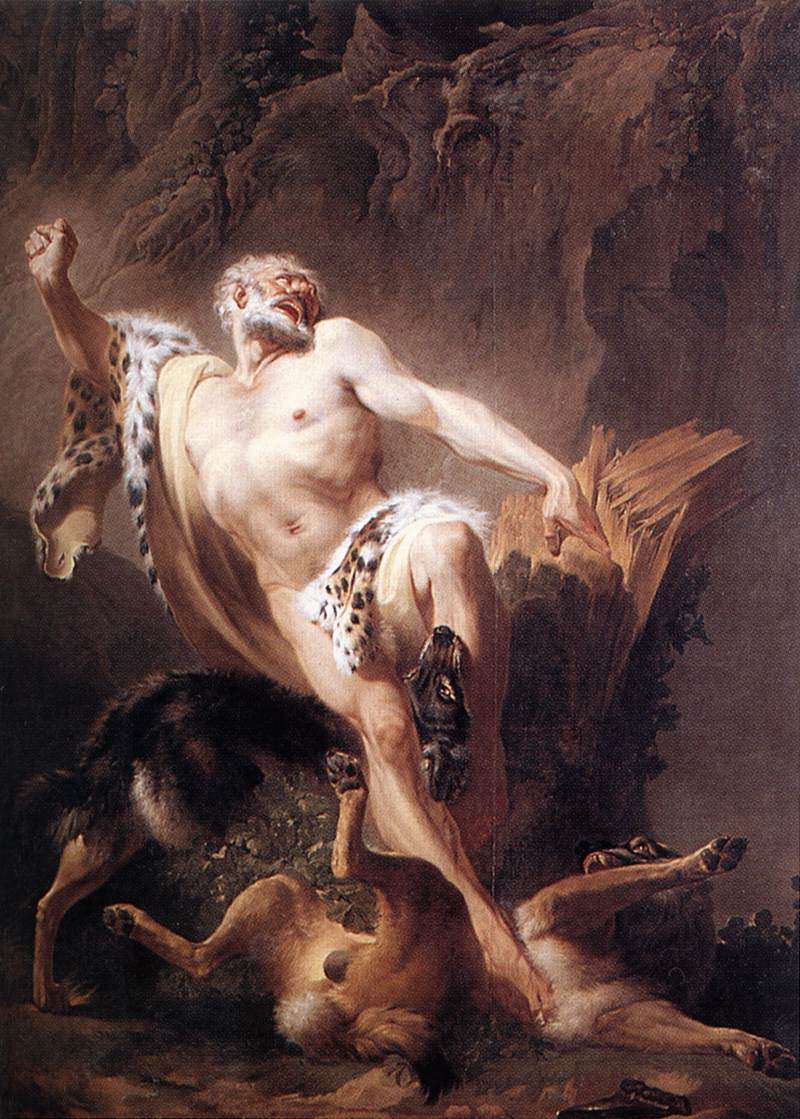
Milon, Ölgemälde von Joseph-Benoît Suvée

## Neuzeitliche Rezeption
Im Jahre 1682 schuf der französische Bildhauer Pierre Puget eine Darstellung der Legende von Milons Tod im Wald („Milon mit dem Löwen kämpfend“, heute im Louvre). Im 18. Jahrhundert entstand eine Milon-Statue von Jean Joseph Vinache oder Johann Gottfried Knöffler im Großen Garten in Dresden und eine von Étienne-Maurice Falconet (heute im Louvre). 1777 fertigte Johann Heinrich Dannecker einen sterbenden Milon aus Gips an, 1784 gestaltete Alexander Trippel dasselbe Thema. Johann Wolfgang von Goethe kritisierte solche bildhauerischen Bemühungen heftig, da er das Thema abstoßend fand.